# Cheerleaders (film, 2008)
Pour les articles homonymes, voir Cheerleader (homonymie).
 Pour plus de détails, voir Fiche technique et Distribution
Cheerleaders est un film américain pornographique, réalisé en 2008 par Digital Playground. 
Il a remporté 4 prix d'AVN et a été nommé pour 5 autres.

## Synopsis
scène 1
Jesse Jane, Manuel Ferrara
scène 2
Memphis Monroe, Erik Everhard, Mick Blue
scène 3
Adrenalynn, Shawna Lenee, Johnny Sins
scène 4
Alexis Texas, Camryn Kiss, Shay Jordan, James Deen, Johnny Sins, Tommy Gunn
scène 5
Brianna Love, Stoya, Manuel Ferrara
scène 6
Cette dernière scène, est une scène d'orgie sexuelle lesbienne.

Adrenalynn, Brianna Love, Jesse Jane, Lexxi Tyler, Memphis Monroe, Priya Rai, Shay Jordan, Sophia Santi, Stoya

## Distribution
- Jesse Jane : Jesse
- Adrianna Lynn : Adrianna
- Shay Jordan : Shay
- Sophia Santi : Sophia
- Stoya : Stoya
- Alexis Texas : Alexis
- Memphis Monroe : Memphis
- Brianna Love : Brianna
- Camryn Kiss : Camryn
- Priya Rai : Priya
- Shawna Lenee : Shauna
- Lexxi Tyler : Lexxi
- Tommy Gunn : coach Kaplan
- Erik Everhard : footballeur
- Mick Blue : footballeur
- James Deen : James
- Manuel Ferrara : Manuel
- Johnny Sins : Johnny

## Distinctions

### Récompenses
- AVN Award - Best All-Girl Group Sex Scene 2009[1]
- AVN Award - Best Vignette Release 2009
- AVN Award - Top Renting and Selling Release 2009
- AVN Award - Top Selling Title of the Year 2009

### Nominations
- AVN Award - Best Couples Sex Scene 2009
- AVN Award - Best Group Sex Scene 2009
- AVN Award - Best High-Definition Production 2009
- AVN Award - Best Tease Performance 2009
- AVN Award - Best Threeway Sex Scene 2009